# L. Simon László
L. Simon László (Székesfehérvár, 1972. március 28.–) József Attila-díjas magyar író, költő, balettszerző, szerkesztő, vállalkozó, politikus. 2004 és 2010 között a Magyar Írószövetség titkára, 2010-től fideszes országgyűlési képviselő, az Országgyűlés kulturális és sajtóbizottságának elnöke, 2011 októberétől a Nemzeti Kulturális Alap Bizottságának elnöke, 2012. június 18-tól 2013. február 27-ig a kultúráért felelős államtitkár. A 2016-os Befolyás-barométer szerint ő Magyarország 32. legbefolyásosabb személye. A Velencei-tó partján fekvő Agárdon él.
2016. június 30-án Lázár János kancelláriaminiszter bejelentette, hogy menesztik L. Simon Lászlót az addig betöltött, kulturális örökségvédelemért és kiemelt kulturális beruházásokért felelős államtitkári tisztségéből. A köztársasági elnök L. Simon Lászlót, a Miniszterelnökség államtitkárát e megbízatása alól 2016. július 6-ai hatállyal felmentette.
2017. január 26-tól a Figyelő háromtagú szerkesztőbizottságának a tagja. 2017 óta a Mezőgazdasági Bizottság alelnöke, 2021. július 31-től 2023. november 6-ig a Magyar Nemzeti Múzeum igazgatója volt.

## Életpályája

### Tanulmányai
A székesfehérvári Teleki Blanka Gimnáziumban érettségizett. Az ELTE Tanárképző Főiskolai Karán magyar–történelem szakos tanári oklevelet, majd az ELTE Bölcsészettudományi Karán magyar nyelv és irodalom szakos középiskolai tanári végzettséget szerzett, később PhD-ösztöndíjas volt. 2008-ban a Károly Róbert Főiskola szőlész-borász mérnöki szakán végzett. Ugyanebben az évben az Eötvös József Főiskolán kulturális menedzser végzettséget szerzett.

### Közéleti pályafutása
A Velencei-tavi Kistérség Idegenforgalmi Egyesület alapító tagja. 1998–2004 között a Fiatal Írók Szövetségének elnöke, 2004–2010 között a Magyar Írószövetség titkára volt. A Magyar Műhely, a Kortárs, a Kommentár című folyóiratok szerkesztője, 2007-ig a Szépirodalmi Figyelő főszerkesztője volt, jelenleg főmunkatársa.
A Ráció Kiadó szerkesztőjeként, a Magyar Műhely Galéria kurátoraként is tevékenykedik. Rendszeresen jelennek meg kritikái, esszéi, tanulmányai, szépirodalmi írásai folyóiratokban, heti- és napilapokban. Fotói, grafikái több csoportos és egyéni kiállításon szerepeltek. Könyveket és könyvborítókat is tervez. 2005-től a Pázmány Péter Katolikus Egyetem óraadója.
2006 októberétől a Fejér megyei Közgyűlés Oktatási és Kulturális Bizottságának elnöke. A 2010-es országgyűlési választásokon a Fidesz egyéni jelöltjeként Fejér megye 4. választókerületéből szerzett mandátumot, egyben lemondott írószövetségi címéről. A 2010-es ciklus elejétől az Országgyűlés Kulturális és Sajtóbizottságának elnöke, 2010. június 8-tól 2015. november 1-ig a Fidesz frakcióvezető-helyettese.
2010. május 14. és 2012. június 18. között, illetve 2013. március 1. és 2014. május 5. között a Kulturális és Sajtóbizottságnak elnöke. 2014. május 6. és 2014. június 2. között a Gazdasági Bizottság tagja (a 2014. június 2. és 2014. június 22. közötti időszakra Völner Pál került a helyére). 2016. szeptember 12. óta a Törvényalkotási Bizottságnak a tagja, Révész Máriusz helyett. 2017. március 6-tól 2017. október 16-ig a Nemzeti Összetartozás Bizottságának a tagja, Dunai Mónika helyett. L. Simon László 2017. október 16-án a Mezőgazdasági Bizottság alelnöki pozíciójára lett megválasztva, Horváth István megüresedett helyére.
A kultúráért felelős nemzeti erőforrás miniszter 2011. október 15-i hatállyal kinevezte a Nemzeti Kulturális Alap Bizottságának elnöki posztjára, amelyen Jankovics Marcellt váltotta fel. A Nemzeti Erőforrás Minisztérium indoklása szerint a személycserére azért volt szükség, mert a 2012. évi költségvetés más szempontokat előtérbe helyező és más koncepciójú irányítást ad a Nemzeti Kulturális Alapról és annak pénzügyi kerete felosztásáról döntő bizottság számára.
Szőcs Géza lemondása után 2012. június 18-án Balog Zoltán miniszter az Emberi Erőforrások Minisztériumának kultúráért felelős államtitkárává nevezte ki L. Simon Lászlót. 2013-ban Halász János követte ezen a poszton.
2013. október 21-től a Várbazár felújításáért, a Budai Várnegyed hosszú távú fejlesztési koncepciójának kidolgozásáért és a fertődi Esterházy-kastély rekonstrukciójával kapcsolatos állami feladatokért felelős kormánybiztos.
2014-ben L. Simon László benyújtotta a reklámadóról szóló törvényt, amit az Országgyűlés elfogadott és 2014. június 30-án felkerült az Országgyűlés hálólapjára. A reklámadó nemtetszést váltott ki a médiapiac résztvevőiben. 2014. június 30-án az RTL Klub illetékeseinek nyilatkozata szerint számukra nyilvánvaló volt ama törvényalkotói szándék, miszerint a törvény az RTL Klub ellehetetlenítésére és ezzel a sajtószabadság durva korlátozására irányult.
Az Első Világháborús Centenáriumi Emlékbizottság tagja.
Családi vállalkozása a Simon és Simon Kft. jellemzően borászattal és panzió működtetésével foglalkozik. L. Simon László 2015-ös vagyonnyilatkozata szerint 57,77%-ban tulajdonosa a Simon és Simon Kft.-nek. 2015-ben az Agárdi Aratrum Kft. szerezte meg a Simon és Simon Kft. többségi tulajdonát. 2015-ben az Agárdi Aratrum Kft.-ben L. Simon Lászlónak és feleségének, Vass Eszternek 24-24% tulajdonrésze volt.
2021. április 15-től a Magyar Nemzeti Múzeum megújításáért és a múzeumi integráció előkészítéséért felelős miniszteri biztos lett; megbízatása 2022. április 30-ig szólt. 2021. július 31-től az intézmény igazgatója lett, megbízatása 5 évre szólt. 2023. november 6-án Csák János miniszter menesztette Simon Lászlót a Magyar Nemzeti Múzeum éléről, az ún. gyermekvédelmi törvény megsértésére hivatkozva.

## Művei
- (visszavonhatatlanul…) (Árgus Kiadó – Orpheusz Kiadó, 1996) ISBN 9637971726 [versek]
- Egy paradigma lehetséges részlete (Magyar Műhely, 1996) ISBN 9637596224 [vizuális költészeti kísérlet]
- met AMorf ózis (Orpheusz Kiadó, 2000) ISBN 9639101672 [konkrét és lettrista versek]
- Secretum sigillum Magyar Műhely Kiadó, 2003. ISBN 963759633X [fotók]
- Nem lokalizálható (Orpheusz Kiadó – Magyar Műhely Kiadó, 2003) ISBN 9639377422 [versek] (E kötet kiadása 2003-ban a Nemzeti Kulturális Örökség Minisztériuma és a Magyar Örökség Alapítvány támogatásával valósult meg)
- „Nagy Pál vagy Pál”. A hetvenéves Nagy Pál köszöntése; szerk. L. Simon László, Sőrés Zsolt; Magyar Műhely, Bp., 2004
- Hidak a Dunán (Ráció Kiadó, 2005) ISBN 9638652578 [esszék, tanulmányok]
- Édes szőlő, tüzes bor. A Velencei-tó környékének szőlő- és borkultúrája (Lukács Lászlóval és Ambrus Lajossal; Ráció Kiadó – Velencei-tó Környékéért Alapítvány, 2005) ISBN 9638652586 [monográfia]
- Versenyhátrány. A (kultúr)politika fogságában (Kortárs Kiadó, 2007) ISBN 9789639593596 [esszék, tanulmányok]
- Háromlábú lovat etető lány (Palkó Tiborral; Ráció Kiadó, 2009) ISBN 9789637596681 [versek]
- Japán hajtás (Kortárs Kiadó – Fiatal Írók Szövetsége, 2008.) ISBN 9789639593763 [versek] ISBN 9789630651820 [hangoskönyv]
- A római szekér. Kulturális politika – politikai kultúra (Ráció Kiadó, 2010) ISBN 9789639605855 [esszék, tanulmányok]
- Személyes történelem (Ráció Kiadó, 2011) ISBN 9786155047121 [esszék]
- Szubjektív ikonosztáz (Ráció Kiadó, 2012) ISBN 9786155047312 [esszék]
- Polgári kultúrpolitika. Eredmények és dilemmák; Ráció, Bp., 2014
- Ednostojno treperejki. Izbrani pesni; macedónra ford. Paszkal Gilevszki; Matica makedonska, Skopje, 2015
- Negyedszázad Fejér megye kertészeti és borászati kultúrájáért. 25 éves az agárdi Simon és Simon Kft.; szerk. L. Simon László; Simon és Simon Kft., Agárd, 2016
- Fejér megyei irodalmi emlékfal. Olvasókönyv iskolásoknak és felnőtteknek; szerk. L. Simon László, életrajzi jegyz. Rodics Eszter; 2. bőv. kiad.; Velencei-tavi Kistérségért Alapítvány, Kápolnásnyék–Agárd, 2017
- Körbejárni a hazát. Esszék; Közép- és Kelet-európai Történelem és Társadalom Kutatásáért Közalapítvány, Bp., 2017
- Izocukorgyár Tiszapüspökiben / Isosugar plant in Tiszapüspöki; szerk. L. Simon László, angolra ford. Tóth Tibor; KALL Ingredients Kft.–Örökség Kultúrpolitikai Intézet, Tiszapüspöki, 2017
- Ki viszi a puskát? Emlékezet és politika; Nemzeti Művelődési Intézet, Lakitelek, 2020
- Klebelsberg – Kornis – Hóman. A két világháború közötti kultúrpolitikusok székesfehérvári szobrai; szerk. L. Simon László; Ráció, Bp., 2021
- Az Aba-Novák dosszié. Szöveggyűjtemény Aba-Novák Vilmos és Székesfehérvár kapcsolatáról; szerk. L. Simon László; Városi Levéltár és Kutatóintézet–Ráció, Székesfehérvár–Bp., 2021
- A megőrzés kultúrája. Esszék; KKETTK Alapítvány, Bp., 2023
- [váratlanul kiderült] (vers, Prae irodalmi folyóirat, 2002)[34]

## Díjai
- Móricz Zsigmond-ösztöndíj (2004)
- József Attila-díj (2007)
- Szép Magyar Könyv Díj (2009)
- Madách-díj (2023)
- A Magyar Érdemrend tisztikeresztje (2023)
- Magyarország Babérkoszorúja díj (2025)

## Családja
Felesége német szakos tanár, fitneszszakedző, személyi edző. Négy gyermekük van. Családi vállalkozásuk mezőgazdasági, borászati tevékenységet folytat.

## Konfliktusok a személye körül

### Útfelújítás
2015. április 2-án, a Fejér Megyei Hírlap weboldalán megjelent L. Simon László Velencei-tavi fejlesztések című írása. L. Simon László a cikkében többek között ír a Velence–Pusztaszabolcs–Adony útszakasz (6207-es út) és az Agárd–Zichyújfalu (6212-es út) felújításáról. Haszán Zoltán, a 444.hu-n 2015. április 4-én leközölt cikkében írt a 6212-es út felújításáról, miszerint arról az útról lehet L. Simon László családi vállalkozásához lefordulni, ami a Bikavölgyi úton van. Az útfelújítás híre elterjedt a magyar sajtóban. A Miniszterelnökségi Sajtóiroda a hírre reagálva 2015. április 8-án közölte: „nem azért újítja fel a Magyar Közút Zrt. a Gárdony és Zichyújfalu közötti utat, mert az L. Simon László miniszterhelyettes által is tulajdonolt kft. panziójához vezető bekötőút is ehhez csatlakozik, hanem mert egy hat évvel ezelőtt tett ígéretet vált valóra a kormány a 2007–2013-as KözOP-os maradványforrás átcsoportosításával.”

### Rákellenes barackmag
Az L. Simon Borászat 2015-ben rákellenesként, ökológiai gazdaságból származónak hirdetett sárgabarackmagot eladásra, ami miatt a Nemzeti Élelmiszerlánc-biztonsági Hivatal eljárást indított, mert barackmag rákellenes hatását még soha senkinek nem sikerült igazolnia. Továbbá L. Simon László és vállalkozása nem szerepel a nyilvántartott ökológiai gazdálkodók között, így ökológiai gazdaságból származónak sem hirdethette volna meg a sárgabarackmagot.
G. Tóth Ilda, a HVG újságírója 2015. július 26-án, a HVG weboldalán megjelent „Mivel etetnek minket? – Fideszes politikusok az étel- és italbizniszben” című cikke írt először az L. Simon László borászata által árusított rákellenesnek meghirdetett sárgabarackmagról. 2015. július 27-én újságírók kérdezték L. Simon Lászlót az L. Simon Borászat által árusított sárgabarackmagról, ahol L. Simon elmondta, hogy „Ha nem adtunk el egyetlen gramm barackmagot, akkor nincs mit vizsgálni”. Emellett elmondása szerint az L. Simon Borászat nem az övé, hanem a feleségéé, illetve a sárgabarackmagot nem tudták forgalomba hozni, mert a munkatársai által készített törőberendezés nem tudta megtörni a túl kemény barackmagot.
Lázár János 2015. augusztus 13-i nyilatkozata szerint L. Simon László nem mondott igazat a vállalkozásáról. Továbbá nyilatkozatában kifejtette, hogy a jövőben nyomatékosan fel fogja hívni a Miniszterelnökségen dolgozó államtitkárok és helyettes államtitkárok figyelmét arra, hogy üzleti tevékenységet ne folytassanak, azért, hogy ne fordulhasson elő velük kapcsolatban olyan helyzet, ahol az összeférhetetlenségnek vagy a visszaélésnek akárcsak a gyanúja is egyáltalán felmerülhet.

### Vitatott közpénz-felhasználás
Az Átlátszó.hu birtokába került dokumentumok szerint kétszer is elutasították azt a pályázatot, melynek keretében végül mégis kapott 267 millió forint EU-támogatást az L. Simon László által 2011-ben alapított Velencei-tavi Kistérségért Alapítvány. A támogatást egy kápolnásnyéki kastély felújítására ítélték oda. Az épület korábban L. Simon László cégének tulajdonában volt, és ma is az ő nevére van banki jelzálog bejegyezve a tulajdoni lapra.
Az Átlátszó.hu megkereste az Európai Unió magyarországi pályázatait felügyelő Miniszterelnöki Hivatalt, hogy betekintést kérjen a dokumentumokba, mert szerették volna megérteni, hogyan kaphatott egy kétszer is elutasított pályázat mégis támogatást. A miniszterelnökség a pályázat egyszeri elutasítását ismerte el. Ugyanakkor a rendelkezésükre álló dokumentumok egyértelműen két egymást követő, nulla pontos, elutasító értékelésről árulkodnak.
Arról is tájékoztattak, hogy a „tisztázó válaszok, valamint az eredeti pályázatban és a hiánypótlás során benyújtott dokumentációt átvizsgálva találta” az újraértékelés megfelelőnek a pályázatot. További információt a pályázati anyag értékelésével kapcsolatban arra hivatkozva nem adott a miniszterelnökség, hogy ezek úgynevezett döntés előkészítésére szolgáló dokumentumnak számítanak, melyek kiadását szerinte tíz évig megtagadhatja.
Az interneten 99 millió forintért eladásra kínált kastély közvetlen tulajdonosa egy kápolnásnyéki cég, a Kastély.net Idegenforgalmi, Kereskedelmi és Szolgáltató Korlátolt Felelősségű Társaság. A Kastély.net korábban egy nevadai (Economic Research of Central Europe), illetve egy Egyesült Királyságban bejegyzett (Albatours UK Limited) offshore cég kezében volt, akkoriban mindkét cég magyarországi kézbesítési megbízottja L. Simon László felesége, Vass Eszter volt.
Hétmillió forintot adott a Nemzeti Kulturális Alap keretéből Balog Zoltán miniszter egy magántulajdonban lévő, jelenleg is eladásra kínált kápolnásnyéki kastély felújítási terveire. Az épület két évvel ezelőttig L. Simon László fideszes országgyűlési képviselő vállalkozásáé volt, azóta a 2010-ben L. Simon László kezdeményezésére műemlékké nyilvánított kastély tulajdonosa egy projektcégen keresztül az L. Simon könyveit is megjelentető Ráció Kiadó.

### Elítéltek foglalkoztatása
Orbán Viktor 2012 júniusában magánlátogatást tett Agárdon, ahol L. Simon László mezőgazdasági vállalkozását is megtekintette. A magánlátogatáson ott volt Tóth István József polgármester és Dobos Ferenc borász. Meglátogatták a Baracskai Büntetés-végrehajtási Intézet elítéltjeit, akik a cigánymeggyet takarították be az L. Simon László mezőgazdasági vállalkozásának földjéről.
A Lehet Más a Politika képviselői Juhász Oszkár, gyöngyöspatai jobbikos polgármesterrel és L. Simon Lászlóval kapcsolatban 2012 szeptemberében elmondták, hogy „feudális viszonyok kezdenek kialakulni Magyarországon”. Ennek okán Szél Bernadett és Schiffer András „feudális jellegű jogviszonyok megszüntetéséről” szóló előterjesztést nyújtott be az Országgyűlésben. Ezzel azt akarták elérni, hogy köztisztviselők ne dolgoztathassanak elítélteket és közmunkásokat saját tulajdonú magánterületen és saját tulajdonú magánvállalkozásnál.
L. Simon László nyilatkozata szerint „hatékonyabb és kényelmesebb rabokat dolgoztatni, mint munkanélkülieket alkalmazni”, további elmondása szerint „politikusként helyesnek tartja az elítéltek rabgazdaságon belüli és kívüli foglalkoztatását is”.

### Verseskötete
2011-ben a Kuruc.info radikális weblap közölt részleteket 2003-as verseskötetéből (Nem lokalizálható), felháborodásának adva hangot, különösen azért, mert a mű a Nemzeti Kulturális Örökség Minisztériuma és a Nemzeti Kulturális Alap támogatásával jelent meg a Medgyessy-kormány idején:
„a hazai művészettörténet elfelejtkezett rólam
miközben én már párizsban báboztam
iskolát alapítottam
és egy röhögő törpét követtem
akivel szétbaszott zsidó kurvák seggéről készítettünk
gipszlenyomatokat.”
[…]
„büdös vagyok
meg kell fürdenem
 kimosnom a seggemből az elmúlt három nap papírdarabjait”